# Madden NFL 15
Madden NFL 15 es un videojuego de deportes de fútbol americano basado en la National Football League y publicado por EA Sports. El juego se anunció para PlayStation 3, PlayStation 4, Xbox 360 y Xbox One el 28 de abril de 2014 y se lanzó el 26 de agosto de 2014 en los Estados Unidos y Europa tres días después. Como en años anteriores, EA Sports realizó una votación de los fanáticos a través de ESPN para elegir al atleta de portada del juego. El esquinero de los Seattle Seahawks, Richard Sherman, ganó la votación de portada y el resto de la defensa de Legion of Boom apareció en el menú de inicio del juego.

## Portada
Debido al lanzamiento tardío del juego, EA creó un grupo mucho más pequeño que los años anteriores con un voto de cobertura. Presentaba un grupo de 16 jugadores con jugadores ofensivos y defensivos. El 6 de junio de 2014, el esquinero de los Seattle Seahawks, Richard Sherman, fue anunciado como el atleta de portada oficial. También figuraron en el grupo Alshon Jeffery, Jimmy Graham, Demaryius Thomas, Luke Kuechly, Colin Kaepernick, Nick Foles, Cam Newton, Antonio Brown, Jamaal Charles, A. J. Green, LeSean McCoy, TY Hilton, Andrew Luck, Eddie Lacy y Alfred Morris. La imagen de portada oficial fue publicada en la página de Instagram de la NFL.